# Bruggmannia braziliensis
Bruggmannia braziliensis är en tvåvingeart som beskrevs av Tavares 1906. Bruggmannia braziliensis ingår i släktet Bruggmannia och familjen gallmyggor. Inga underarter finns listade i Catalogue of Life.